# Llyr
Llyr var i keltisk mytologi fader till Bran, Branwen och Manawydan. Namnet utvecklades sedermera till Leir som till slut har blivit Lear.